# Vanilla Sky Georgia
Vanilla Sky Georgia, ook wel AK-Air Georgia genoemd, is een Georgische luchtvaartmaatschappij met thuisbasis vliegveld Natachtari ten noorden van hoofdstad Tbilisi. Het bedrijf is onderdeel van ServiceAir dat tevens de eigenaar is van het vliegveld Natachtari. De maatschappij voert gesubsidieerde binnenlandse vluchten uit naar een aantal toeristische bestemmingen.

## Geschiedenis

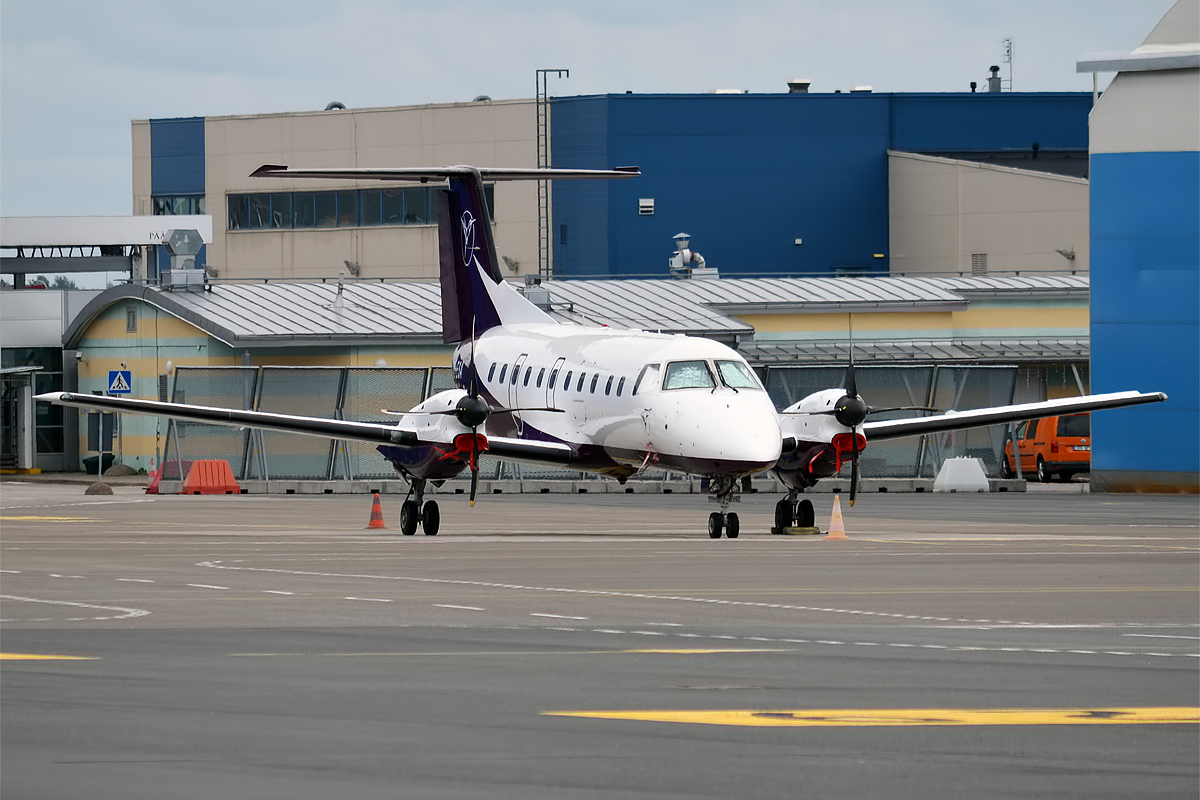
Vanilla Sky Embraer EMB 120 Brasilia

Vanilla Sky werd op 22 oktober 2008 als bedrijf geregistreerd en is gevestigd in Natachtari in de gemeente Mtscheta. Het bedrijf is 100% eigendom van ServiceAir en begon nadat het moederbedrijf investeerde in vliegveld Natachtari ten behoeve van vliegclub activiteiten en rondvluchten die in Vanilla Sky / Ak-Air werden ondergebracht. De drie namen worden in de publieke communicatie door elkaar gebruikt.

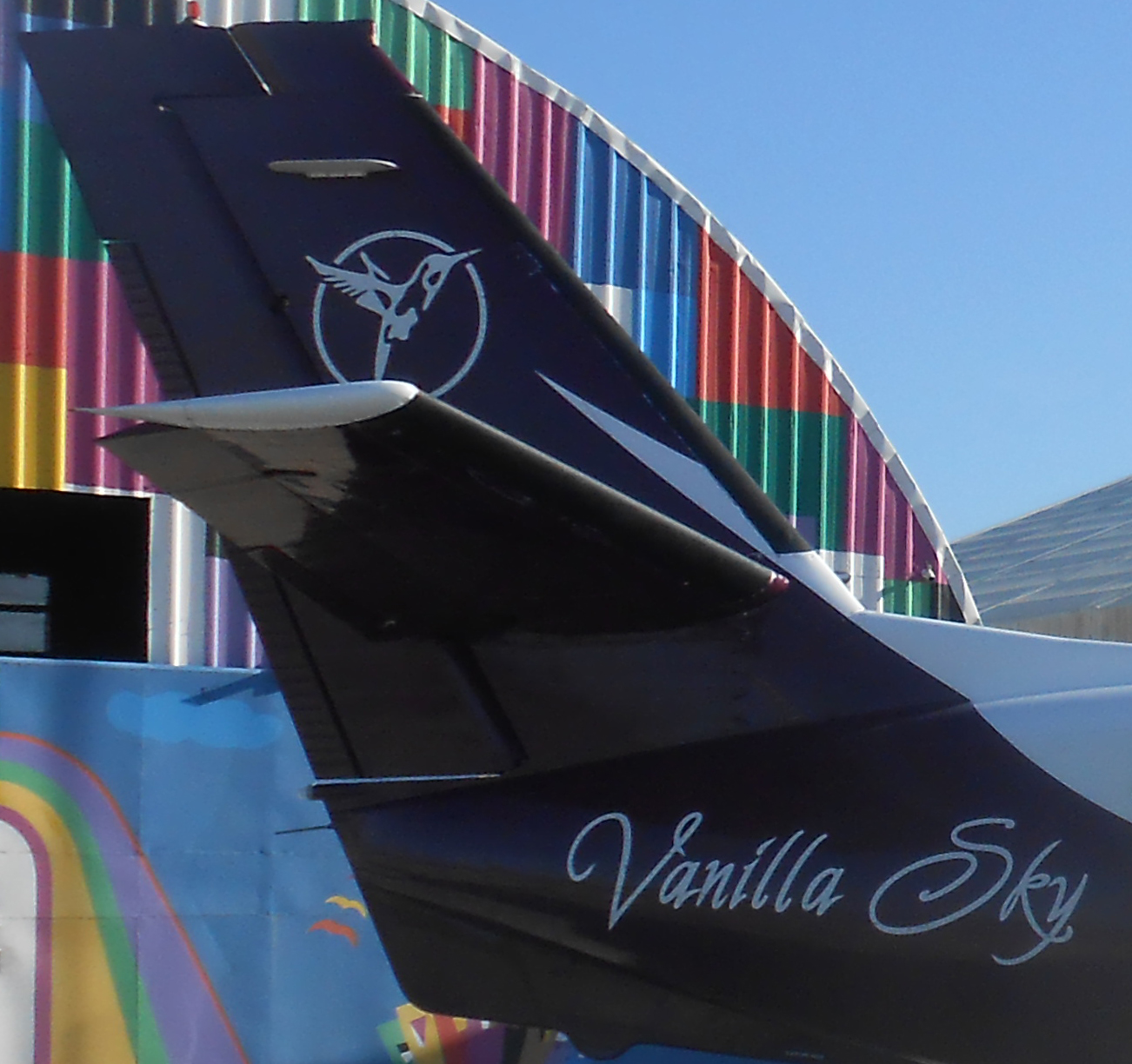
Staart van de Let L-410

In 2014 werden de vliegrechten op het toeristische Mestia in de noordwestelijke bergregio Svanetië aan ServiceAir gegund. De vluchten werden uitgevoerd met een gehuurde 19-zits Let L-410 Turbolet. Sindsdien is Vanilla Sky een vaste factor geworden in het binnenlandse vliegverkeer op een aantal toeristische bestemmingen. In 2016 werd het mogelijk vanaf Koetaisi naar Mestia te vliegen. In januari 2017 werd begonnen met vluchten van Natachtari naar de nieuw geopende luchthaven Ambrolaoeri, en in juli van datzelfde jaar werd de Tbilisi - Batoemi route geopend waarvoor een Saab 340B ingezet werd.
In februari 2023 zei de maatschappij te overwegen de routes Batoemi - Telavi en Batoemi - Koetaisi aan het netwerk toe te voegen. Het zei ook plannen te hebben voor internationale vluchten naar buurlanden en daarvoor een 60-70 zits toestel toe te willen voegen aan de vloot.

## Bestemmingen
Vanilla Sky vliegt vanaf haar basis Natachtari op Batoemi, Ambrolaoeri en Mestia. Tevens voert de maatschappij vluchten uit tussen Koetaisi en Mestia (winter 2023).
|                | Routes                                               |
| -------------- | ---------------------------------------------------- |
| Binnenlands    | Ambrolaoeri, Batoemi, Koetaisi, Mestia en Natachtari |
| Internationaal | -                                                    |

## Vloot
Vanilla Sky voert haar dienstregeling uit met een tweetal toestellen (februari 2023). Het bedrijf heeft nog enkele andere toestellen voor rondvluchten die hier buiten beschouwing zijn gelaten. In februari 2023 kondigde de maatschappij aan een extra toestel met een capaciteit van 60-70 passagiers te willen verwerven voor haar expansieplannen.
| Let L-410 UVP-E             | 4L-LSA | 27 okt. 2017 | 17 | Tussen 2015 - 2017 in gebruik als UR-LSA |  |  |
| Embraer EMB 120 Brasilia ER | 4L-ESA | 08 jan. 2019 | 30 |                                          |  |  |
| Totaal                      | 5      |              |    |                                          |  |  |